# Magstatt-le-Bas
Magstatt-le-Bas – miejscowość i gmina we Francji, w regionie Grand Est, w departamencie Górny Ren.
Według danych na rok 1990 gminę zamieszkiwało 337 osób, 101 os./km².